# 溴化铋
溴化铋是一种无机化合物，化学式为BiBr3。它可以催化醇氧化为醛或酮，也可催化环状碳酸酯的合成。

## 制备
溴化铋可通过氧化铋和氢溴酸反应得到：
Bi2O3 + 6 HBr → 2 BiBr3 + 3 H2O
铋和溴单质直接反应也能制备溴化铋：
2 Bi + 3 Br2 → 2 BiBr3

## 结构
溴化铋有两种同质异形体，分别是在158 °C以下稳定的α-BiBr3，以及在158 °C以上稳定的β-BiBr3。它们都呈单斜晶系，但空间群不同。α-BiBr3的空间群是P21/a，β-BiBr3的空间群则是C2/m。α-BiBr3由三角锥形的溴化铋分子组成，β-BiBr3则有AlCl3结构。在所有氮族元素三卤化物中，只有BiBr3既有分子晶体，也有聚合物晶体。

## 反应
溴化铋遇水水解，生成溴氧化铋。它可被还原成一溴化铋。溴化铋是路易斯酸，可与溴离子配合，生成诸如[BiBr6]3−、[Bi2Br10]4−、(BiBr−
4)n、(BiBr2−
5)n的溴铋酸根离子。